# (8205) van Dyck
(8205) van Dyck, internationalement (8205) Van Dijck, est un astéroïde de la ceinture principale.

## Description
(8205) van Dyck est un astéroïde de la ceinture principale. Il fut découvert par Eric Walter Elst le 10 août 1994 à La Silla. Il présente une orbite caractérisée par un demi-grand axe de 3,17 UA, une excentricité de 0,161 et une inclinaison de 1,85° par rapport à l'écliptique.
Il fut nommé en hommage au peintre flamand Antoine van Dyck (1599-1641).

## Compléments